# 충주 미륵대원지 삼층석탑
충주 미륵대원지 삼층석탑(忠州 彌勒大院址 三層石塔)은 충청북도 충주시 상모면, 미륵대원지에 있는 고려시대의 삼층석탑이다. 1976년 12월 21일 충청북도의 유형문화재 제33호로 지정되었다. 남북국 시대 신라와 고려시대 양식이 절충된 것이 특징으로, 미륵대원지 경내에서 동쪽으로 200m쯤 떨어진 곳에 자리해 있다는 특징이 있다. 해당 석탑은 원래부터 이 곳에 세워진 것으로 추정되는데, 이격된 위치에 탑신이 있는 이유에 대해서는 현재까지 미스테리로 남아 있다.

## 같이 보기
- 삼층석탑

## 참고 자료
- 충주 미륵대원지 삼층석탑 - 국가유산청 국가유산포털